# 常福寺 (山梨県身延町)
常福寺（じょうふくじ）は、山梨県南巨摩郡身延町下山にある日蓮宗の寺院。山号は正喜山。旧本山は総本山身延山久遠寺、鏡師法縁。
境内に生育する常福寺のオハツキイチョウは樹齢700年と言われる身延町指定天然記念物で、毎年11月中旬頃から見ごろを迎える。
杵地蔵と呼ばれる石仏の他、開山の日乗が感得した大黒天像などを祀る。
境内には小沢一仙（伊豆出身の彫刻師で慶応4年（1868年）に起きた偽勅使事件に加担した）の墓所がある。

## 歴史
真言宗の僧浄蓮房（のちの日乗）が日伝（身延山久遠寺13世）に師事して日蓮宗に改宗した。
天文5年（1535年）荒町東から堂宇を現在地に移転した。現在の本堂は昭和24年（1949年）に再建されたもの。

## 所在地
- 山梨県身延町下山5302

- 身延 - 地理院地図
- 常福寺 - Google マップ